# Festival de Merengue

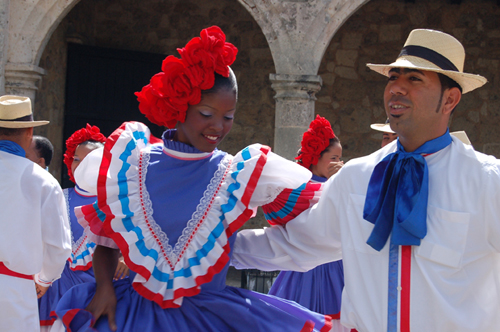
Una pareja de bailarines bailando el merengue.

El Festival del Merengue es un evento cultural que se celebra en la República Dominicana con el objetivo de promover el merengue, un ritmo y baile nacional reconocido como Patrimonio Cultural Inmaterial de la Humanidad por la UNESCO. Surgido en la década de 1960, este festival se lleva a cabo cada verano en Santo Domingo, principalmente en el Malecón, y durante dos semanas reúne a músicos, bailarines y asistentes tanto locales como internacionales en un entorno caracterizado por la música y diversas expresiones culturales.
Con origen en una semana de la amistad entre República Dominicana y Puerto Rico, el evento evolucionó hasta convertirse en una celebración centrada en el merengue, reflejando aspectos de la identidad cultural dominicana. Aunque el merengue es el eje principal del festival, este también funciona como un espacio para la promoción de la cultura, el arte, la gastronomía y la hospitalidad del país. Cada año atrae a miles de personas y se ha consolidado como un componente relevante para el turismo y la proyección internacional del merengue.

## Historia
El merengue es un género musical y un estilo de baile originario de la República Dominicana, cuyos orígenes se remontan al siglo XIX. Aunque su procedencia exacta sigue siendo motivo de debate, se reconoce en su evolución una combinación de influencias africanas, europeas y criollas.
Durante gran parte del siglo XIX, el merengue fue percibido como una expresión musical rural, asociada principalmente con los sectores populares y marginada por las élites dominicanas. Esta percepción cambió significativamente durante la dictadura de Rafael Leónidas Trujillo (1930–1961), quien impulsó su difusión como símbolo de identidad nacional. Trujillo promovió su inclusión en actos oficiales y respaldó la formación de orquestas profesionales, como la de Luis Alberti, que modernizó el género e incorporó letras más aceptables para los gustos de las clases altas.
El Festival del Merengue se celebró por primera vez en 1967, organizado por el Ministerio de Turismo con el objetivo de promover tanto la música nacional como el turismo. Desde entonces, se ha consolidado como una tradición anual.
Después de ser nombrado director general de Turismo de la República Dominicana en 1967, Ángel Miolán (1912–2010) propuso la creación de un calendario anual de actividades recurrentes, con el objetivo de atraer turistas de manera constante cada año y fomentar la industria del turismo en el país. Aunque políticamente Miolán era abiertamente opuesto al régimen de Rafael Trujillo, coincidía con la idea de que el merengue debía ser promovido como un símbolo nacional que representara la identidad cultural de la República Dominicana. Además, en su estrategia, el Ministerio de Turismo también quería aprovechar el mercado de turistas puertorriqueños, debido a la cercanía geográfica de Puerto Rico con la República Dominicana, así como la percepción de una profunda amistad y afinidad cultural entre los pueblos boricua y dominicano.
En 1967, como resultado de la visión de Ángel Miolán, se celebró el primer Festival de Merengue en Santo Domingo. Aunque inicialmente no tuvo el éxito esperado, se convirtió en un evento emblemático. En los primeros años, se escuchaba en las calles el cántico: “¿Y los turistas dónde están? ¡En la cabeza de Miolán!” como una crítica al bajo nivel de asistencia de turistas. Miolán, preocupado por la baja participación de la gente en las paradas del festival, implementó un sistema en el cual las bandas de merengue con más seguidores en la calle ganaban concursos durante el evento. Este enfoque, que Miolán aprendió al asistir a festivales haitianos, se usaba en un contexto de participación popular, y fue inspirado presumiblemente por sus experiencias durante su exilio en Haití, cuando se encontraba alejado del régimen de Trujillo. Con el paso del tiempo, este sistema fue abandonado, pero el Festival de Merengue continuó evolucionando y hoy en día se ha consolidado como una de las celebraciones más significativas de la República Dominicana, tanto a nivel turístico como cultural.

## Tradiciones
El Festival del Merengue se celebra generalmente en los meses de julio o agosto en Santo Domingo, capital de la República Dominicana. Habitualmente, las actividades se desarrollan a lo largo del Malecón, donde se instalan escenarios al aire libre para los eventos musicales y culturales. El merengue, considerado el ritmo y baile nacional del país, ocupa un lugar central en la programación.
Durante el festival, se presentan orquestas de merengue en vivo y se llevan a cabo concursos de baile, una de las tradiciones más representativas del evento. Además, se instalan puestos donde se exhiben artesanías locales, trajes típicos y productos elaborados a mano. También se realizan presentaciones de grupos folclóricos que visten atuendos tradicionales.
El festival se caracteriza por su carácter inclusivo, con la participación activa de comunidades locales, instituciones educativas, agrupaciones de danza y familias.

## Festivales Similares

### Festival del Caribe (Fiesta del Fuego)
El Festival del Caribe, también conocido como la Fiesta del Fuego, es un evento cultural que guarda ciertas similitudes con el Festival del Merengue. Se realiza en Santiago de Cuba durante las primeras semanas de julio e incluye actividades como desfiles callejeros y presentaciones de música tradicional, en particular las congas cubanas. A diferencia del Festival del Merengue, este festival no se centra en un ritmo o baile específico, sino que tiene como propósito destacar la diversidad cultural de la región del Caribe.

### El Festival Nacional de la Cumbia José Barros Palomino
El Festival Nacional de la Cumbia José Barros Palomino es un evento cultural que se lleva a cabo en Colombia durante algunos días del mes de agosto cada año. Aunque su duración es menor en comparación con el Festival del Merengue —que se extiende por varias semanas—, este festival también se enfoca en una danza tradicional. En este caso, la cumbia, considerada una de las expresiones folclóricas más representativas del país, ocupa un lugar central en la programación.

### El Festival del Sinulog
El Festival del Sinulog es un evento festivo que se lleva a cabo en el mes de enero en la ciudad de Cebú, Filipinas. Su actividad central es el baile del Sinulog, el cual forma parte de las celebraciones religiosas en honor al Santo Niño. Aunque su propósito principal es conmemorar la introducción del cristianismo en Filipinas, presenta similitudes con el Festival del Merengue, como la presencia de desfiles, música y una alta participación del público. A diferencia del Festival del Merengue, que se celebra en verano, el Festival del Sinulog tiene lugar durante el invierno.

### Reggae Sumfest
El Reggae Sumfest es el festival de música más grande de Jamaica y el Caribe, celebrado anualmente en Montego Bay desde 1993. Este evento, conocido como "El mayor espectáculo de reggae del mundo", se lleva a cabo cada año en julio y atrae a miles de fanáticos de la música de todo el mundo. El festival ofrece una plataforma para artistas de reggae, dancehall, hip hop y R&B, tanto locales como internacionales.
Durante sus primeras ediciones, Reggae Sumfest se celebraba en el Bob Marley Centre en Catherine Hall, Montego Bay. Con el tiempo, el evento ha crecido y se ha diversificado, incorporando actividades como fiestas en la playa, bailes callejeros, fiestas temáticas y seminarios de la industria musical. Entre los artistas destacados que han participado se encuentran Damian "Junior Gong" Marley, Sean Paul, Rihanna, Usher, Wiz Khalifa, entre otros.
En 2019, el ministro de Turismo de Jamaica, Edmund Bartlett, informó que el festival generó aproximadamente 1.000 millones de dólares jamaicanos en ingresos, con la llegada de unos 10.000 visitantes internacionales, lo que representa un aumento significativo en comparación con años anteriores. 